# 凯特·帕克
凯特·帕克（英語：Kate Parker，1963年9月9日—），英国前女子曲棍球运动员。她曾代表英国国家队参加1988年夏季奥林匹克运动会曲棍球比赛，结果队伍获得第四名。